# Nemeritis lissonotoides
Nemeritis lissonotoides är en stekelart som beskrevs av Otto Schmiedeknecht 1909. Nemeritis lissonotoides ingår i släktet Nemeritis och familjen brokparasitsteklar. Inga underarter finns listade.